# الکس اسمیت
الکس اسمیت (انگلیسی: Alex Smith؛ زادهٔ ۷ مهٔ ۱۹۸۴) بازیکن فوتبال آمریکایی اهل ایالات متحده آمریکا است.
از باشگاه‌هایی که در آن بازی کرده‌است می‌توان به کانزاس سیتی چیفس و سان فرانسیسکو فورتی ناینرز اشاره کرد.